# 普里希布 (札波羅熱州)
47°15′11″N 35°19′23″E / 47.25306°N 35.32306°E

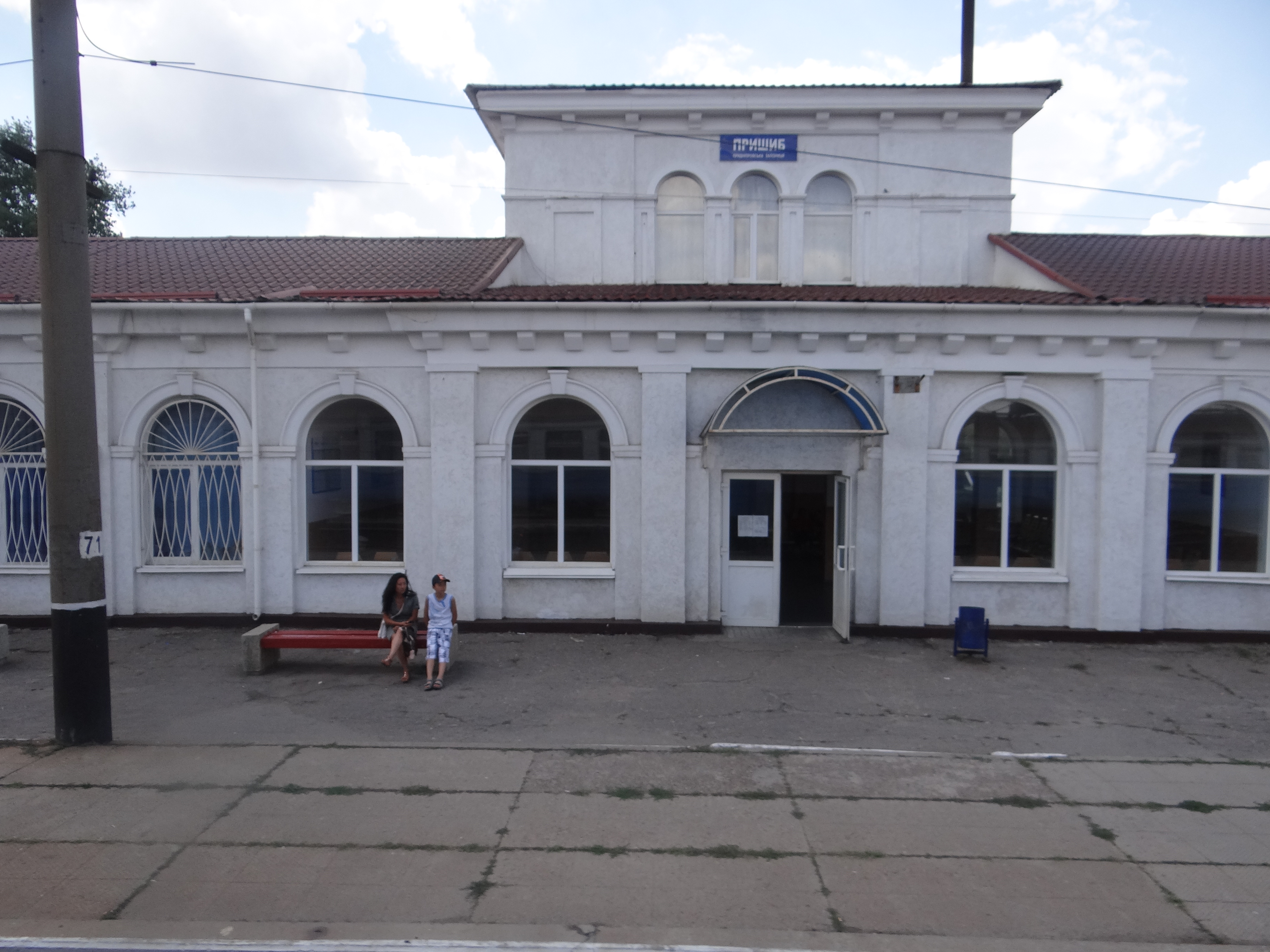
火车站

普里希布（羅馬化：Pryshyb）是烏克蘭南部扎波羅熱州瓦西里夫卡區米哈伊利夫卡市镇的鎮。始建於1874年，面積4.29平方公里，海拔高度89米，2012年人口3,267，人口密度每平方公里762人。